# Floyd Bluff
Das Floyd Bluff ist ein kleines, 115 m hohes Felsenkliff an der Ingrid-Christensen-Küste des ostantarktischen Prinzessin-Elisabeth-Lands. In den Larsemann Hills ragt es in Nachbarschaft zur Law-Racoviță-Station auf.
Das Antarctic Names Committee of Australia benannte es nach Lloyd Douglas Fletcher (* 1944), Leiter der von 1986 bis 1987 durchgeführten Kampagne der Australian National Antarctic Research Expeditions.